# لائرتز ۱۱۲۵۲
سیارک ۱۱۲۵۲ (به انگلیسی: 11252 Laertes، نامگذاری:1973SA2) یازده هزار و دویست و پنجاه و دومین سیارک کشف شده‌است که در ۱۹ سپتامبر ۱۹۷۳ کشف شد.
قدر مطلق سیارک برابر ۱۰٫۷۰ است.